# 五藤為重
五藤 為重（ごとう ためしげ）は、安土桃山時代から江戸時代前期にかけての武将、土佐藩士。土佐山内家の家臣。

## 生涯
永禄元年（1558年）、五藤浄基の子として誕生した。
兄・為浄と共に山内一豊に仕え、各地に転戦し一豊の出陣するほとんどの合戦に従った。天正11年（1583年）2月、兄が伊勢国・亀山城攻めの際に戦死し、家督は前野泰道の子・五藤浄清が継ぐと、自身は家老職となった。また、天正13年（1585年）の天正大地震の際には、近江国・長浜城にいた一豊の室・見性院を救出した。
天正18年（1590年）の小田原征伐で伊豆国・山中城攻めに従軍し、首級2つを挙げる功をたて、一豊が遠江国・掛川城に移ると560石を与えられた。また、慶長5年（1600年）の関ヶ原の戦いの功績で、一豊が土佐国20万石に封じられると安芸城を預かって1100石を与えられ、元和元年（1615年）に一国一城令により安芸城が廃城になっても代官として安芸に屋敷を置いた（安芸土居）。
寛永6年（1629年）、死去。

## 関連作品
- 小倉久寛 - 功名が辻（2006年、NHK）